# تپه و قلعه یاخوسین
تپه و قلعه یاخوسین در شهرستان قروه، بخش دگلان، روستای کرگ آباد واقع شده و این اثر در تاریخ ۱۱ مرداد ۱۳۸۴ با شمارهٔ ثبت ۱۲۶۸۲ به‌عنوان یکی از آثار ملی ایران به ثبت رسیده است.